# Lonatura balli
Lonatura balli är en insektsart som beskrevs av Delong 1926. Lonatura balli ingår i släktet Lonatura och familjen dvärgstritar. Inga underarter finns listade i Catalogue of Life.